# Wapen van Smilde (waterschap)

Het wapen van het waterschap Smilde

Het wapen van Smilde werd op 31 mei 1966 per Koninklijk Besluit verleend aan het Drentse waterschap Smilde. Het waterschap werd in 1995 opgeheven, hierdoor is sinds dat jaar ook het wapen komen te vervallen. Het waterschap is opgegaan in het waterschap Noorderzijlvest, dat een wapen heeft aangenomen dat niet gebaseerd is op het wapen van Smilde.

## Blazoenering
De blazoenering van het wapen luidde als volgt:
Van natuurhermelijn, beladen met een rechterschuinbalk van azuur; met een van keel gezoomd hartschild, golvend doorsneden: 1 in zilver een omziende vliegende adelaar van sabel van terzijde gezien; 2 golvend gedwarsbalkt van azuur en zilver van zes stukken. Het schild gedekt met een gouden kroon van drie bladeren en twee paarlen.
Het wapen is van natuurhermelijn, wat in dit geval zoveel wil zeggen als dat het wit is met de zwarte hermelijnstaartjes met om elk staartje een vakje. Schuin over het wapen, van heraldisch rechtsboven naar linksonder, loopt een blauwe schuinbalk. Op de schuinbalk een gedeeld hartschild met rode schildzoom. Het eerste deel is van zilver met een zwarte vliegende adelaar, deze kijkt naar achteren en is van opzij gezien. Het tweede, onderste, deel is gegolfd, afwisselend van blauw en zilver. Op het schild staat een gravenkroon.

## Symboliek
Het wapen is een van de twee Nederlandse wapens met dit soort hermelijn, het andere Nederlandse voorbeeld is het wapen van Leidse Rijn. Omdat het voor Nederland een nieuw soort hermelijn betrof, was er zelfs nog geen naam voor, in eerste instantie werd gekozen voor geplekt hermelijn, maar alleen wapenstukken kunnen geplekt zijn. Een leeuw kan wel geplekt, bezaaid, zijn met iets. Het hermelijn staat in het wapen symbool voor onontgonnen terrein, de schuinbalk voor de Smildervaart.
Het hartschild zelf bestaat uit verschillende delen die ook symbool staan voor verschillende zaken, het schild is afkomstig van de heerlijkheid Hoogersmilde, de zoom in dit wapen staat symbool voor de ligging van de heerlijkheid in een met heide begroeid hoogveengebied.

## Vergelijkbare wapens

Het wapen van Smilde.
Het wapen van Leidse Rijn
Het wapen van Bregenz

Drentse Aa ·
Amsterdamscheveld ·
Bargerbeek ·
Eemszijlvest ·
Emmer-Erfscheidenveen ·
Hesselte ·
Hunze en Aa ·
Loo- en Drostendiep ·
Meppelerdiep ·
Middenveld ·
De Monden ·
Nijeveen-Kolderveen ·
Noordenveld ·
Oostermoerse Vaart ·
De Oude Vaart ·
Reest en Wieden ·
Riegmeer ·
De Runde ·
Smilde ·
't Suydevelt ·
De Veenmarken ·
De Vledder en Wapserveense Aa ·
Weerdinge ·
De Wold Aa ·
Wold en Wieden ·
Zuiveringsschap Drenthe